# غاري ويد
غاري ويد (بالإنجليزية: Gary Wade)‏ هو متسابق وايتووتر سلالوم جنوب أفريقي، ولد في 2 أبريل 1970.

## وصلات خارجية
- غاري ويد على موقع أوليمبيديا (الإنجليزية)